# Thoracocharax stellatus
Thoracocharax stellatus (Kner, 1858) é muito similar ao peixe borboleta gigante (T. securis) porém é facilmente diferenciado devido a uma mancha escura localizada na nadadeira dorsal. Conhecido popularmente como peixe borboleta papuda, mas também podem ser chamados por Borboleta Prata/Prateada, Machadinha, Papudinho, Papudo, Pataca. Esse animais são encontrados principalmente em igarapés e afluentes onde tem uma ocorrência de abundância na vegetação de superfície. Em vida adulta chegam ao tamanho de 5 centímetros podendo ser maior.

## Distribuição geográfica
Por se tratar de uma espécie principalmente de regiões tropicais, o Thoracocharax stellatus ou borboleta papudinha, como é conhecido popularmente, é principalmente encontrado em igarapés e afluentes onde tem uma abundância em regiões da América do Sul como nas bacias amazônicas, do Orinoco, Paraná e Paraguai, pode-se encontrar também espécimes em países como Argentina, Bolívia, Brasil, Colômbia, Equador, Paraguai, Peru, Uruguai e Venezuela.

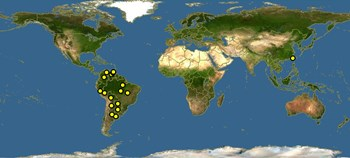
Mapa da distribuição geografica do Thoracocharax stellatus

## Hábitos
É uma espécie que passa a maior parte do tempo nas superfície, entretanto quando se sente ameaçado recua para o meio da água. Tem a capacidade de pular grandes distâncias e ele utiliza esse comportamento tanto para captura de presas quanto como estratégia de fuga.

## Dieta
O Thoracocharax stellatus é onívoro e se alimenta de insetos aquáticos e, principalmente, terrestres. Basicamente, sua dieta é formado por: formigas, besouros e moscas varejeiras. A busca e exploração de alimentos são feitas, em sua maior parte, durante o crepúsculo e o amanhecer e como sua alimentação é composta de forma expressiva por insetos terrestres, o peixe borboleta necessita estar próximo a margem de rios.
Em cativeiros, essa espécie é geralmente alimentada através de pequenos insetos vivos ou congelados, sendo importante o consumo dos primeiros para estimular seu instinto de predador. Com o tempo e treinamento, eles podem aceitar alimentos secos.

## Criação em Cativeiro
Em cativeiro esse animal aprecia um fluxo de água fraco e vegetação na superfície. Os aquários precisam ser devidamente tapados já que essa espécie tem o hábito de realizar saltos. É bem pacífico e perfeito para aquários comunitários, é necessário que os demais peixes tenham o hábito de frequentar regiões diferentes como o meio e o fundo do aquário. São indivíduos que necessitam também de outros da mesma espécie já que costumam ficar agregados.

## Anatomia

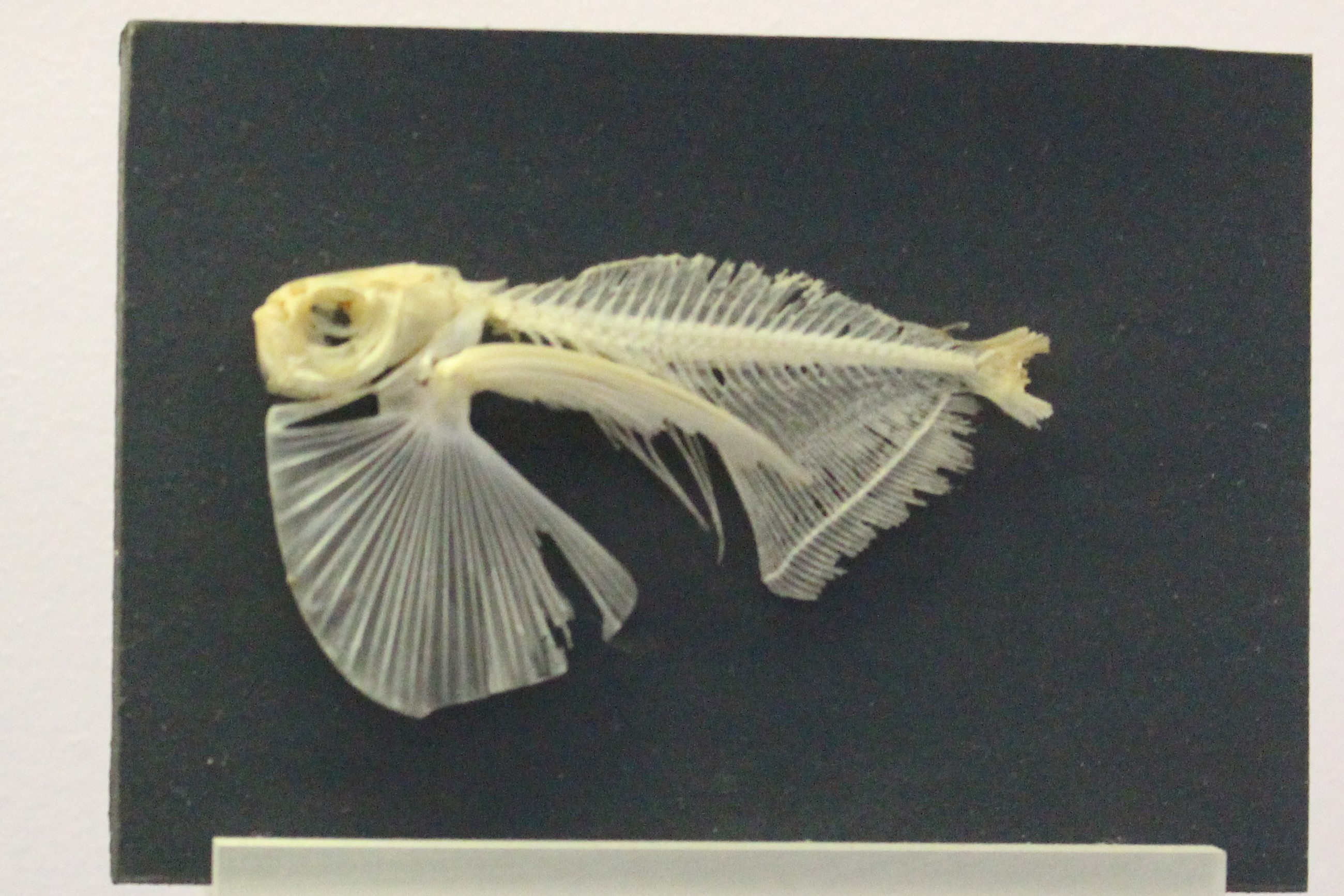
Anatomia do Thoracocharax stellatus

Esses indivíduos são relativamente pequenos e possuem nadadeiras peitorais musculosas que dão ênfase a sua capacidade de realizar saltos, em contraponto suas nadadeiras pélvicas são reduzidas. Apresentam dimorfismo sexual como uma estratégia de reprodução.

## Reprodução
O T. stellatus, como a maioria dos peixes, possui desenvolvimento embrionário dentro de um ovo externo e sem ligação ao corpo da mãe, por isso são caracterizados como ovíparos. Apresentam dimorfismo sexual. Geralmente as fêmeas são maiores e mais encorpadas que os machos, principalmente na época de reprodução, antes de expelir os ovos de seu organismo. Acredita-se que as fêmeas dessa espécie depositem seus ovos em raízes de plantas flutuantes para servir de proteção contra predadores. Após a desova o cuidado parental é inexistente. A eclosão dos alevinos ocorre em cerca de 36 horas.